# Corseul
Corseul (tiếng Breton: Kersaout, Gallo: Corsoeut) là một xã của tỉnh Côtes-d’Armor, thuộc vùng Bretagne, tây bắc Pháp.

## Dân số
Người dân ở Corseul được gọi là Coriosolites hay Curiosolites.